# Élections municipales sud-africaines de 1988
Les élections municipales sud-africaines du 26 octobre 1988 sont les premières élections locales consacrées à désigner simultanément au niveau national l'ensemble des 1 126 gouvernements locaux du pays, que ce soit dans les villes ou les townships à l'exception des autorités locales situées dans les bantoustans. Ces premières élections municipales multiraciales, réalisées dans le cadre de l'apartheid, visent cependant bien à élire des autorités locales ségréguées entre blancs, noirs, coloureds et indiens. Elles ont concerné 7 100 sièges de conseillers municipaux . 
Contrairement aux élections municipales antérieures (qui n'avaient pas lieu simultanément dans tout le pays), de nombreuses candidatures, y compris dans de nombreuses petites localités, ont été politiquement affiliées à des partis politiques nationaux, réduisant le nombre de candidatures indépendantes ou strictement locales, liées à des associations de contribuables.

## Structures municipales
Les municipalités constituent le 3e niveau de gouvernement en Afrique du Sud après le gouvernement central et les autorités provinciales. 
Les villes et villages disposent d'assemblées municipales élues par les seuls Blancs. 

Les Indiens et les métis sont représentés dans des comités de gestion. 

Dans les townships et les zones réservées aux populations noires existent depuis 1983 des conseils communautaires ou des black local authorities dont les membres sont élus. Cependant, ces autorités sont souvent rejetées par les populations concernées et boycottées. 
Le gouvernement sud-africain a réorganisé ces structures locales, introduisant un système uniforme de représentation et accru leurs pouvoirs administratifs. Elles n'en demeurent pas moins ségréguées. En 1988, 200 autorités locales pour les populations noires (principalement des townships) sont concernées par les élections municipales mais aucune d'elles n'est située dans les bantoustans indépendants ou au KwaZulu.

## État des lieux et enjeux avant les élections
Jusqu'en 1988, les élections municipales sud-africaines n’étaient pas organisées au niveau national (ni d'ailleurs provincial) mais étaient strictement locales, organisées au niveau des municipalités ou des zones urbaines et supervisées par les autorités provinciales. Chaque municipalité avait son propre calendrier électoral, et les scrutins étaient organisées selon le calendrier propre des localités. Dans le cadre de l'apartheid, les populations non blanches durent  attendre l'année 1983 pour pouvoir élire des représentants dans les conseils gérant les townships (hors bantoustans) mais ces élus étaient perçues comme illégitimes. En 1988, pour la première fois dans l'histoire politique du pays, toutes les communautés racialement répertoriées (blancs, noirs, indiens et coloureds) sont appelées à voter le même jour pour élire leurs représentants aux conseils municipaux. Mais cet « élargissement de la démocratie », selon le terme gouvernemental en vigueur, se fait encore de façon séparée en fonction de la couleur de peau des électeurs et du principe de l'habitat séparé selon les races. Sur 1 851 circonscriptions, 126 n'ont pas de candidat du tout et 808 n'en ont qu'un seul. En tout, 6 239 blancs, 2 733 noirs, 2 393 coloureds et 771 asiatiques se présentent aux suffrages des électeurs. 

### Électorat noir
Seuls les noirs urbanisés sont appelés à voter, soit entre 8 millions et 10 millions de personnes. Les ressortissants des bantoustans sont exclus (car ils sont considérés comme citoyens de ces bantoustans). Ainsi, à Durban, sur 3 millions d'habitants noirs vivant dans l'agglomération, seuls 65 000 sont électeurs, les autres étant des squatters vivant dans des bidonvilles ou des ressortissants du KwaZulu. 

Lors de la dernière élection concernant les structures municipales des populations noires, en 1983, le taux de participation des électeurs de couleurs avait été de 20,7 %. Ces élections interviennent cependant deux ans après des émeutes durant lesquels des conseillers municipaux noirs ont été parfois victimes du supplice du pneu pour leur collaboration avec les autorités gouvernementales. L'enjeu est alors pour le gouvernement d'obtenir un taux de participation avoisinant les 30 % pour avoir des élus noirs représentatifs, malgré le désintérêt des habitants des townships et de l'opposition des dirigeants anti-apartheid. Pour le parti national et le gouvernement de Pieter Willem Botha, les élus locaux noirs qui sortiront de ces urnes devront ainsi servir de réservoir dans lequel ils puiseront des représentants et des interlocuteurs à des niveaux supérieurs, sans avoir à passer par des discussions directs avec les mouvements noirs interdits tels le congrès national africain. 

### Électorat blanc
Pour l'électorat blanc et les municipalités blanches, l'enjeu réside dans la percée que pourrait effectuer le parti conservateur, notamment dans la province du Transvaal et plus particulièrement à Pretoria.
Au contraire des townships, la campagne électorale est particulièrement vive dans les quartiers blancs où les rues sont couvertes d'affiches. La campagne s'est surtout axée sur les thèmes relatifs à la sécurité et à la réforme du Group Areas Act, chaque parti prêchant pour une meilleure protection des citoyens (le parti conservateur proposant le retour à un apartheid stricte) alors que les deux mois précédents le vote ont été marqués par une cinquantaine d'attentats  provoquant la mort de quatre personnes.
Le parti national est majoritaire dans la plupart des assemblées municipales du Transvaal et de l'état libre d'Orange. Les bastions municipaux du parti progressiste fédéral sont situés principalement dans la péninsule du Cap et dans les zones urbaines de la région côtière de la province du Cap et du Natal.

### Électorats indiens et coloureds
Pour les Indiens et les coloureds, ce sera la première consultation depuis leur accession au Parlement en 1984.

## Résultats

### Dans les municipalités
Dans les 500 villes et localités blanches, les élections sont marquées au Transvaal et dans l'état libre d'Orange par la montée en puissance du parti conservateur (CP). Celui-ci s'empare ainsi de 104 conseils municipaux dont une municipalité sur 4 dans l'état libre d'Orange (comme Welkom et Sasolburg) et 60 des 110 municipalités du Transvaal (Pietersburg, Springs, Boksburg, Carletonville, Potchefstroom, Rustenburg, Middelburg, Vanderbijlpark, Brakpan, Germiston, Krugersdorp...). À Pretoria, le CP remporte 19 sièges au conseil municipal et manque de ravir la majorité au parti national (22 sièges). En dehors de ces 2 provinces, les succès sont nettement plus décevants pour le CP. Dans la province du Natal, il ne décroche aucun conseil municipal même s'il arrive en tête avec une majorité relative à Richards Bay. Dans la province du Cap, ses espoirs sont particulièrement douchés, le CP n'emportant que quelques villages ruraux et la ville de Kuruman.

En dépit de son recul dans les 2 provinces afrikaners du nord du pays, le parti national (NP) du président Pieter Willem Botha réalise un bon score national. Il conserve ou s'impose à Bloemfontein, Brits, Tzaneen, Port Elizabeth, Vereeniging, Graaff-Reinet, Stellenbosch, George et parvient à remporter Pietermaritzburg et Johannesbourg face aux coalitions progressistes sortantes ainsi que la ville de Randfontein. Pour la première fois, le parti national obtient une majorité d'élus municipaux dans la province du Natal et contrôle la majorité des conseils (Newcastle, Paulpietersburg, Vryheid, Dundee, Ladysmith). Dans la péninsule du Cap, le NP lamine le CP à Parow et Bellville et s'impose à Simon's Town,.
Pour sa part, le parti progressiste fédéral (PFP) enregistre un résultat décevant, y compris dans plusieurs grandes villes censées être ses bastions. Le PFP perd notamment Johannesbourg et Pietermaritzburg mais conserve la ville du Cap et remporte celle de Randburg, prise au parti national. À Durban, à la tête d'une coalition de progressistes et d'indépendants, un ancien député du parti de la Nouvelle République succède à Henry Klotz, un maire réformiste suspendu quelques mois plus tôt du parti national (mai 1988). À East London, la majorité va aussi à une coalition formée d'indépendants, de réformistes et de progressistes du PFP.
|                                        | parti national (NP) | parti conservateur (CP)   | égalité NP-CP | Autres (PFP, indépendants, autres) |
| -------------------------------------- | ------------------- | ------------------------- | ------------- | ---------------------------------- |
| Transvaal (110 municipalités)          | 38,5 %              | 53,3 % (60 municipalités) | 6,1 %         | 2,1 %                              |
| État libre d'Orange (76 municipalités) | 78 %                | 18,1%                     | 3,9 %         | -                                  |
| Province du Cap (204 municipalités)    | 90,7 %              | 3 %                       | 4,6 %         | 1,7 %                              |
| Natal                                  | 87,3 %              | -                         | 1,7 %         | 11 %                               |
| Total                                  | 71 %                | 22 % (104 municipalités)  | 4 %           | 3%                                 |

À Mossel Bay où le conseil municipal se retrouve avec 4 élus du CP, 3 élus du NP et un candidat indépendant favorable au NP, le tirage au sort permet à Johan Oosthuizen de devenir le premier maire conservateur de la ville.

### Dans les townships
Sur fonds d'appels au boycott par les mouvements anti-apartheid, la participation électorale ne dépasse pas 14 % du corps électoral noir. En outre, 4 alliés de P.W. Botha sont battus dont Esau Mahlatsi, maire de Lekoa, le conseil municipal chargé de Sebokeng, Sharpeville et de 4 autres petits townships situés au sud de Johannesbourg. Nelson Botile, le maire sortant de Soweto, est lui aussi battu. 
L'assemblée générale des Nations unies refusa de reconnaitre la validité de ces élections dans les townships considérant qu'elles ne visaient qu'à renforcer l'apartheid.